# 마이크로소프트 비디오 1
마이크로소프트 비디오 1(Microsoft Video 1) 또는 MS-CRAM은 초기의 동영상을 압축하고 해제하는 알고리즘 (코덱)으로 마이크로소프트 비디오 포 윈도의 1.0 버전에서 공개된 것이다. 마이크로소프트가 미디어 비전에서 라이선스받은 벡터 양자화 코덱, MotiVE를 기반으로 한다.
1993년에, 미디어 비전은 MSV1 포맷과 비가공 포맷으로 동영상을 캡처하는 ISA 기판인 프로 무비 스펙트럼(Pro Movie Spectrum)을 상용화했다. (MSV1 처리는 기판에서 하드웨어적으로 처리되었다.)

## 같이 보기
- 인덱스 컬러
- 스매커 비디오